# Alexander Thury
Alexander Ladislaus Thury (* 1895 in Budapest; † 11. Mai 1964 in Kaiserslautern) war ein deutsch-ungarischer Fußballspieler und -trainer.

## Leben

### Privatleben
Alexander Thury wurde 1895 in Budapest als Sohn einer evangelisch-reformierten Familie geboren. Der gelernte Maschinenschlosser und spätere Feinmechanikermeister heiratete 1919 die Jüdin Katharina Szinai und nahm den jüdischen Glauben an. 1920 wurde das einzige Kind Eugen Thury geboren. 1921 zog die Familie von Kispest nach Deutschland. Dort ließ sich die Familie zunächst in Kaiserslautern, dann in Stuttgart nieder. Thury arbeitete anschließend in einer Kassenschrankfabrik in Sulzbach (Saar), während seine Frau dort ein Sportartikelgeschäft führte. 1925 kehrte das Paar nach Kaiserslautern zurück, wo Thury bei der Firma Pfaff arbeitete. Zu Beginn der 1930er Jahre baute er die Spezialmaschinenabteilung mit auf. Nach der Machtergreifung konvertierte er mit seinem Sohn zum reformierten Glauben zurück, seine Frau trat 1937 zur evangelisch-reformierten Kirche über. Dadurch entging die Familie der Verfolgung durch die Nationalsozialisten.
1939 zog die Familie nach München, wo sich Alexander Thury als Nähmaschinenreparateur selbstständig machte. 1952 kehrte er wieder nach Kaiserslautern zurück und arbeitete bis zu seinem Ruhestand 1960 wieder bei Pfaff. Er verstarb 1964 nach einem Krebsleiden.

### Sportliche Karriere
Alexander Thury spielte bereits in seiner Jugend Fußball. Der Abwehrspieler spielte zunächst für den Kispest Athletic Club (KAC), der später zum Militärfußballverein Honved Budapest wurde. Von dort aus avancierte er zum ungarischen Nationalspieler, wo er mehrfach als Verteidiger eingesetzt wurde.
Franz Konya, der erste Berufstrainer des FV Kaiserslautern (FVK), aus dem später der 1. FC Kaiserslautern wurde, holte ihn zum FVK. Nach Thurys Umzug nach Stuttgart spielte er für kurze Zeit bei den Sportfreunden 1874. Auch bei seiner kurzen Zwischenstation in Sulzbach spielte er Fußball, dort mit seinen ehemaligen Landsleuten Eugen Mayer und Josef Mihalek. Sein Verein, der SV 05 Rot-Weiß Sulzbach, errang 1925 die Blies-Pfalz-Kreismeisterschaft, nicht zuletzt wegen des geschlossen auftretenden Trios.
1925 kehrte er zum FVK zurück. Nicht nur als Spieler war er aktiv, er fungierte auch von 1925 bis 1929 als Spielertrainer. Zudem trainierte er den Allgemeinen Sportverein 1910 Winnweiler und den SC Kaiserslautern. Seine aktive Sportkarriere beendete er 1929 nach einem Schienbeinriss. Als Trainer kehrte er in der Saison 1936/1937 zurück. Dem 1. FC Kaiserslautern blieb er auch später verbunden.